# Emmesomyia hasegawai
Emmesomyia hasegawai är en tvåvingeart som beskrevs av Masayoshi Suwa 1979. Emmesomyia hasegawai ingår i släktet Emmesomyia och familjen blomsterflugor. Inga underarter finns listade i Catalogue of Life.